# Луис де Москосо
Луис де Москосо Алварадо (на испански: Luis de Moscoso Alvarado) е испански конкистадор и изследовател.

## Произход и младежки години (1505 – 1535)
Роден е през 1505 г. в Бадахос, регион Естремадура, Испания. По майчина линия е племенник на известния испански конкистадор Педро де Алварадо.
Още съвсем млад, заедно с другите си двама братя, участва в завоевателните походи на чичо си в Мексико, Гватемала и Салвадор. През 1530 г. е изпратен от чичо си в самостоятелен поход в Източен Салвадор и на 8 май основава град Сан Мигел в департамент Сан Мигел. През 1534 г. отново придружава чичо си, този път в похода му в Еквадор.

## Експедиционна дейност (1535 – 1543)

### Участие в походите на Ернандо де Сото (1535 – 1542)
През 1535 – 1536 г. участва в отряда на Ернандо де Сото, по време на завладяването на Перу от Диего де Алмагро и Франсиско Писаро. През 1536 г. за кратко се прибира в Испания, но през 1538 г. отново се завръща в Америка.
От 1539 до 1542 г. участва в похода на Ернандо де Сото в днешните южни щати на САЩ. На 28 май 1539 г. достигат до западния бряг на п-ов Флорида на 26º 30` с.ш., тръгват по брега на север и през октомври достигат до залива Апалачи (30º с.ш.), където зимуват. През пролетта на 1542 се спускат по реките Арканзас и Мисисипи до откритата от Ернандо де Сото на 21 май река Ред Ривър (десен приток на Мисисипи), където Сото умира.

### Самостоятелна експедиция (1542 – 1543)
През юни 1542 г., след смъртта на Сото на брега на Мисисипи, Москосо става ръководител на похода. Той повежда останалите живи испанци на запад и северозапад, пресича откритите от него реки Сабин, Тринити, Бразос и др. (всичките вливащи се в Мексиканския залив) и достига до горното течение на Бразос на 98º з.д., където уморените от тежките походи войници спират на лагер. Хранителните запаси са вече на изчерпване и се налага испанците да си ги набавят в кървави схватки с индианците. Десетки войници са убити, умират от раните си или от изтощение. Никъде не могат да намерят подходящо място за зимуване, налага се нееднократно да лагеруват от място на място и решават да поемат обратния път. Боси, омотани с животински кожи, конкистадорите с огромни усилия се добират в края на декември 1542 г. до Мисисипи, около устието на река Арканзас. Превземат едно индианско село, изкопават около него дълбок ров и прекарват там до пролетта.
През март 1543 г., след като си отпочиват, испанците построяват седем големи лодки. През юни натоварват нужните им хранителни припаси и през юли започват плаване надолу по Мисисипи. След дванадесет дни достигат до морето, като изминават по реката около 1200 км. От устието на Мисисипи продължават покрай откритите от тях северни и западни брегове на Мексиканския залив, като попълват запасите от храни с улов на риба и от време на време спират на брега за прясна вода. След 53-дневно плаване на 10 септември 1543 г. останалите живи 322 души, след четиригодишни скитания, достигат до устието на река Пануко.

## Следващи години (1543 – 1551)
След завръщането си от експедицията Москосо отива в Мексико Сити, от където написва две писма до краля на Испания, в които описва четиригодишния си поход. След това постъпва на служба при вицекраля на Мексико Антонио де Мендоса и го придружава по-късно до Перу, където умира през 1551 г.